# Claudio Casacci
Claudio Casacci, né en 1958, est un astronome amateur italien, ingénieur en aérospatiale de profession.

## Biographie
Le Centre des planètes mineures le crédite de la découverte de huit astéroïdes, effectuée entre 1995 et 1998, toutes avec la collaboration de Maura Tombelli.
| (15968) Waltercugno      | 27 février 1998 |
| (18627) Rogerbonnet      | 27 février 1998 |
| (19331) Stefanovitale    | 14 février 1996 |
| (20194) Ilarialocantore  | 30 janvier 1997 |
| (21256) Robertobattiston | 14 février 1996 |
| (24856) Messidoro        | 15 janvier 1996 |
| (24890) Amaliafinzi      | 4 décembre 1996 |
| (43881) Cerreto          | 25 février 1995 |

## Récompenses et distinctions
- L'astéroïde (4814) Casacci lui est dédié[5],[6].
- En 2004 il a été nommé Commandeur de l'Ordre du Mérite de la République italienne[7].
- Il a reçu l'Étoile du Mérite du Travail le 1er mai 2015.